# Ferrohögbomite-2N2S
La ferrohögbomite-2N2S è un minerale appartenente al gruppo dell'högbomite.

## Etimologia
Il nome deriva dalla composizione chimica: è una högbomite ricca di ferro.